# CodeIgniter
Codeigniter és un entorn de treball per a aplicacions web escrit en PHP i de codi obert sota llicència Apache License. A la versió 3, la llicència serà Open Software License (OSL). Aquest entorn de treball està especialment escrit per crear llocs webs dinàmics de manera senzilla i ràpida.
Creat per Ellislab, la primera versió 1.0 va aparèixer el 28 de febrer de 2006, mentre que l'última versió estable (3.0.6) va aparèixer el 21 de març de 2016. El seu codi es pot trobar a Github
A diferència d'altres entorns de treball o sistemes de gestió de continguts, Codeigniter està especialment preparat per deixar molt poca empremta en el seu desenvolupament, proveeix llibreries de tasques molt comunes durant el desenvolupament d'aplicacions web, i facilita l'estructura lògica de l'aplicació, però sense que aquest factor disminueixi en excés la velocitat d'execució del sistema. Aquesta és una de les característiques que es destaca d'aquest entorn de treball per davant d'altres competidors, com Symfony o Zend. Un altre dels seus avantatges és la seva facilitat d'instal·lació. Sense cap mena de comanda al terminal i en editar només dos fitxers PHP de configuració l'aplicació ja pot funcionar, el que fa que sigui compatible amb gairebé qualsevol servei d'allotjament.
Com a curiositat, Rasmus Lerdorf, creador del llenguatge PHP, va opinar sobre aquest entorn de treball, destacant la seva lleugeresa i velocitat davant de la resta, dels quals no en tenia una opinió especialment positiva. Entre 2011 i 2014, CodeIgniter fou considerat l'entorn de treball més popular per a PHP, fins que va ser desbancat per Laravel.

## Arquitectura
Pot ser executat sobre qualsevol servidor que executi PHP a partir de la versió 5.1.6 i utilitza el patró model-vista-controlador com a element original del sistema. Com a particularitat, els models (les classes del sistema) utilitzen una versió modificada del patró Active Record, el qual permet accedir a la informació de la base de dades amb la mínima configuració possible, donat que Codeigniter no guarda una referència de les variables que cada classe conté a la base de dades.